# Bernard Ménez
 (octobre 2022).
Pour les articles homonymes, voir Bernard et Menez.
Bernard Ménez [bɛʁ.naʁ me.nɛz] est un comédien et chanteur français, né le 8 août 1944 à Mailly-le-Château (Yonne).

## Biographie

### Origines
Bernard Ménez est le troisième enfant de Jean Ménez, agent des PTT à Asnières-sur-Seine et de Germaine Plettener, secrétaire de mairie puis femme au foyer. Son grand-père Jean était également postier à Saint-Pol-de-Léon (Finistère). Il passe son enfance à La Garenne-Colombes en banlieue parisienne. Timide, il se trouve en faisant du théâtre amateur. Il a trois frères qui deviendront ingénieurs.

### Formation et débuts professionnels d'enseignant
Après des études secondaires à l'Institution Notre-Dame de Sainte-Croix de Neuilly-sur-Seine, il obtient son baccalauréat en 1960 puis entre en classe préparatoire aux grandes écoles scientifiques au lycée Charlemagne. De 1960 à 1969, il sera pendant l'été moniteur, puis directeur de colonies de vacances.
En 1963, il obtient le certificat MGP (mathématiques générales et physique) ; l'année suivante, il est reçu au concours de l'École normale supérieure de l'enseignement technique, mais, ne se voyant pas enseigner pendant dix ans, il ne l'intègre pas et résilie son sursis d'étude pour effectuer son service militaire comme élève officier de réserve affecté aux 5e et 6e régiments du génie.
À son retour du service militaire, il devient instituteur, puis est, de 1966 à 1969, professeur de mathématiques, physique et chimie dans le secondaire, tout en suivant des cours de théâtre.
Bernard Ménez épouse Maribel, d'origine espagnole, qu'il rencontre sur le tournage du film Le Chaud Lapin, de Pascal Thomas. De ce mariage sont nés trois enfants : deux garçons et une fille devenue comédienne, Élisa Ménez, qui travaille dans la production du jeu Les Douze Coups de midi de Jean-Luc Reichmann diffusé quotidiennement sur TF1.

### Carrière dans le spectacle
C’est en effet le cinéma, le théâtre, les studios d'enregistrement et la télévision qu’il préfère : à partir de 1969, il y consacre sa vie.
Il débute au cinéma dans Du côté d'Orouët de Jacques Rozier, tourné en 1969, ce qui lui permet de rencontrer de grands réalisateurs dont François Truffaut qui l'engage dans La Nuit américaine. Acteur fétiche de Rozier et de Pascal Thomas, il est l'un des personnages centraux de ses films : Le Chaud Lapin, Celles qu'on n'a pas eues ou encore Maine Océan.
Parallèlement à de nombreux seconds rôles dans des comédies populaires des années 1970 et 1980, il est un des piliers du théâtre de boulevard à la française. En 1970, il fonde avec un camarade, Jean-Pierre Fontaine, la Compagnie Sganarelle, spécialisée dans les auteurs classiques pour les lycées et les collèges, qu'il dirige de 1970 à 1972.
À la fin des années 1970, il tourne dans diverses comédies aux côtés de Jean Lefebvre, Michel Serrault et même Christopher Lee dans Dracula père et fils. En 1980, Louis de Funès lui offre le rôle de La Flêche dans L'Avare. En 1982 sort sur les écrans son unique film en tant que réalisateur et scénariste, Les P'tites Têtes.

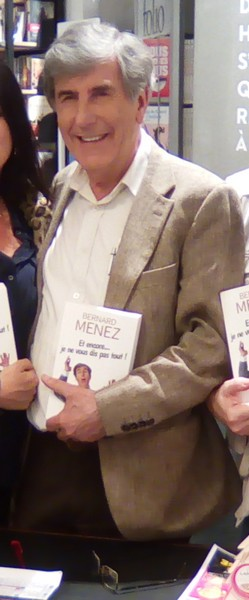
Bernard Ménez en avril 2017, lors d'une dédicace de son autobiographie.

En 1983, il obtient un grand succès avec sa chanson décalée Jolie poupée, une parodie du film Grease[réf. nécessaire].  C'est à la suite de ce succès qu'il décide de se produire sur scène en plein air à Saint-Pol-de-Léon devant des milliers de spectateurs en liesse. De 1988 à 1991, il est la vedette de la série télévisée Vivement lundi ! sur TF1. 
En 1991, il entre à la Comédie-Française mais en démissionne rapidement face à l'accueil de certains sociétaires, ce qui ne l'empêche pas de poursuivre sa carrière de comédien de théâtre.
Élu administrateur de l'Adami, société de répartition des droits des artistes et interprètes, en janvier 2003, il entre, en décembre 2003, au comité de suivi sur le problème des intermittents à l'Assemblée nationale.
Il interprète le père de Vincent Macaigne dans Tonnerre, film  de Guillaume Brac, sorti en 2013, ce qui lui vaut, en 2014, de recevoir le prix du jury en tant que meilleur second rôle masculin au festival Jean-Carmet de Moulins.
En octobre 2014, il participe à la tournée Les Éternels du Rire.
Il est membre de l'académie Alphonse-Allais depuis 2017.

### Retraite
En novembre 2023, il déclare qu'il perçoit une retraite de 3 200 euros par mois et la considère « très modeste », ce qu'il confirme dans l'émission Chez Jordan en 2024.

### Engagement politique
En août 2002, il crée le mouvement DIVERS — Démocrates indépendants voulant ensemble le renouveau de la société —, à la suite de sa candidature aux élections législatives de 2002, où il termine 4e dans la douzième circonscription de Paris, avec 996 voix (2,28 %). Il se présente aux élections européennes du 13 juin 2004 sur la liste du mouvement La France d’en bas (en Île-de-France) devenu La France en action, espérant regrouper tous les citoyens qui « ne se reconnaissent plus dans le clivage gauche/droite ».  Il recueille 1,29 % des suffrages.
Au premier tour des élections législatives de 2007, il recueille 367 suffrages, soit 0,3 % des suffrages.
Conscient de ne pas être pris au sérieux, il décide de ne pas se présenter à d'autres élections, sans renier ses idées qu'il situe au « centre gauche ».

## Filmographie

### Acteur

#### Longs métrages
- 1971[18] : Du côté d'Orouët, de Jacques Rozier : Gilbert
- 1973 : Pleure pas la bouche pleine, de Pascal Thomas : Alexandre
- 1973 : La Grande Bouffe, de Marco Ferreri : Pierre
- 1973 : Les Quatre Charlots mousquetaires, d'André Hunebelle : Le procureur
- 1973 : La Nuit américaine, de François Truffaut : Bernard
- 1974 : Le Chaud Lapin, de Pascal Thomas : William
- 1974 : Comme un pot de fraises, de Jean Aurel : Philippe
- 1975 : Tendre Dracula, de Pierre Grunstein : Alfred
- 1975 : Trop c'est trop, de Didier Kaminka : le curé
- 1975 : Pas de problème !, de Georges Lautner : Jean-Pierre Michalon
- 1975 : Opération Lady Marlène, de Robert Lamoureux : Clovis
- 1975 : L'Éducation amoureuse de Valentin, de Jean L'Hôte : Valentin
- 1975 : Oublie-moi, Mandoline, de Michel Wyn : Michel
- 1976 : Nono Nénesse, de Pascal Thomas et Jacques Rozier : Nénesse
- 1976 : Les Lolos de Lola de Bernard Dubois
- 1976 : Dracula père et fils, d'Édouard Molinaro : Le fils
- 1977 : Un oursin dans la poche, de Pascal Thomas : Félix
- 1977 : Ça fait tilt, d'André Hunebelle : Claude Martin
- 1978 : Tendrement vache, de Serge Penard : Pierre Ganet
- 1978 : Confidences pour confidences, de Pascal Thomas : Étienne
- 1978 : La Frisée aux lardons, d'Alain Jaspard : Maurice, dit « Doudoune »
- 1979 : Duos sur canapé, de Marc Camoletti : Robert Burton
- 1980 : L'Avare, de Jean Girault et Louis de Funès : La Flèche
- 1980 : Celles qu'on n'a pas eues, de Pascal Thomas : Robert
- 1981 : Le Chêne d'Allouville (Ils sont fous ces Normands…), de Serge Penard : Albert Lecourt
- 1982 : Ça va faire mal !, de Jean-François Davy : François Léaud
- 1982 : Les P'tites Têtes (également réalisateur) : Daniel
- 1986 : Didi auf vollen Touren, de Wigbert Wicker : Marcel
- 1986 : Maine Océan, de Jacques Rozier : contrôleur Gallec
- 1987 : Les Saisons du plaisir, de Jean-Pierre Mocky : Simon
- 1990 : Voir l'éléphant, de Jean Marbœuf : Fantasio
- 1999 : Les Autres Filles, de Caroline Vignal : Monsieur Suarez
- 2000 : La Bête de miséricorde, de Jean-Pierre Mocky : inspecteur Moreau
- 2002 : Laisse tes mains sur mes hanches, de Chantal Lauby : Monsieur Pissavin, le concierge
- 2003 : La Chose publique, de Mathieu Amalric : Le maire
- 2003 : France Boutique, de Tonie Marshall : Marcus
- 2003 : Les Clefs de bagnole, de Laurent Baffie : Lui-même (simple apparition)
- 2005 : Travaux, on sait quand ça commence..., de Brigitte Roüan : Le commissaire
- 2010 : Ensemble, nous allons vivre une très, très grande histoire d'amour... de Pascal Thomas : Coiffeur
- 2012 : L'amour dure trois ans de Frédéric Beigbeder : Père de Marc
- 2012 : Crimes en sourdine de Joël Chalude : Un producteur
- 2013 : Tonnerre de Guillaume Brac : le père
- 2014 : Libre et assoupi de Benjamin Guedj : M. Lochu
- 2015 : Mon père s'appelle Bernard Ménez de Xavier Bernard : Bernard Ménez
- 2015 : 7 janvier 2015 de Jérémy Kaplan : lui-même (documentaire)
- 2016 : Le Cabanon rose de Jean-Pierre Mocky : Bertrand
- 2016 : Sélection officielle de Jacques Richard : Charlot
- 2017 : Loue-moi ! de Coline Assous et Virginie Schwartz : Serge
- 2019 : Black Snake, la légende du serpent noir de Thomas Ngijol et Karole Rocher : Le président
- 2019 : À cause des filles..? de Pascal Thomas : la secrétaire
- 2025 : Les Tuche : God Save the Tuche de Jean-Paul Rouve : Charles III

#### Courts et moyens métrages
- 1998 : Solène, change de tête de Caroline Vignal
- 1999 : Le Distracteur de Frédéric Chignac : Pidoux
- 1999 : Du rififi chez les branques de La Ruda
- 2001 : Petite Leçon de savoir-vivre de Pascal Gontier[19] : Monsieur Bob
- 2002 : Elle ou une autre de Hervé Lasgouttes
- 2005 : Flugma de Caroline Brésard : Georges
- 2005 : The Professionals de Laurent Bertoni
- 2013 : Le Quepa sur la vilni ! d'Yann Le Quellec : André[20]
- 2014 : Deux femmes au cinéma de Mathieu Hippeau : Robert
- 2015 : Céline Groussard chez le gynéco - feat Bernard Menez sur Comedy Hub : le gynécologue
- 2016 : Merci monsieur Imada de Sylvain Chomet

### Scénariste et réalisateur
- 1982 : Les P'tites Têtes

### Télévision
- 1968 : Boulevard Durand : chronique d'un procès oublié d'après Armand Salacrou, de Georges Folgoas : Argentin
- 1969 : Les Oiseaux rares de Jean Dewever : le fiancé timide
- 1974 : Stéfano de Bernard Bouthier : Pierino
- 1977 : Appelez-moi Docteur ou le Médecin Invisible, de Jacques Rouland : le fils
- 1978 : Numéro un consacré à Guy Béart (émission du 4 mars 1978, sketch L'interrogatoire avec Lino Ventura)
- 1979 : Un coup de rasoir, de Pascal Thomas : Le jeune marié
- 1979 : La Fabrique, un conte de Noël, de Pascal Thomas : Monsieur Giraudin
- 1979 : Marketing Mix de Jacques Rozier : Jean-Yves
- 1981 : Susi de Michael Pfleghar : Don Carlos (épisode Alternativen)
- 1981 : Les Fugitifs de Freddy Charles : Jacques Henri
- 1981 : Au jour le jour de Claude de Givray
- 1983 : Jean-Philippe Rameau ou le langage du cœur de Max Gérard : Jean-Philippe Rameau
- 1987 : Marc et Sophie (épisode Séparation de chien)
- 1988-1991 : Vivement lundi ! : Jérôme Battelier
- 1989 : La Danse de Salomé de Jacques Ordines : Dr. Félix Brahms
- 1990 : Joséphine en tournée de Jacques Rozier : Edouard Bonnaire
- 1992 : Maguy : Désiré (épisode Cet obscur objet de Désiré)
- 1992 : Ren et Stimpy : Ren (voix dans la version française, quelques épisodes en duo avec Henri Guybet)
- 1994 : Cluedo : Docteur Olive (4 épisodes)
- 1996 : Chienne de vie de Bernard Uzan : William
- 2001 : Groland : lui-même (segment Toc toc toc, 1 épisode)
- 2002 : Les Rencontres de Joëlle de Patrick Poubel : Marc Hauret
- 2003 : La Chose publique de Mathieu Amalric : Bernard
- 2005 : Sous le soleil (saison 11, 9 épisodes) : Marballo
- 2008 : Belleville Tour, de Zakia Bouchaala et Ahmed Bouchaala : Jean
- 2013 : Un petit bout de France, de Bruno Le Jean : Chastel
- 2014 : Les Lolies (web-série) : voix-off
- 2014 : Scènes de ménages : tenue correct exigée (1 épisode) : Lucien
- 2014 : La Loi, le combat d'une femme pour toutes les femmes de Christian Faure : Eugène Claudius-Petit
- 2019 : Demain nous appartient : Philippe Lazzari (épisodes 504 à 515)
- 2019 : Myster Mocky présente, épisode Une retraite paisible de Jean-Pierre Mocky
- 2025 : Panda (saison 2) : Roberto

### Publicités
- 1982 : Rivoire et Carret
- 1983 : Le Petit Robert (réalisé par Pascal Thomas)
- 1983-1984 : Grosjean
- 1996 : La Poste (réalisé par Bertrand Blier)

### Fictions audio et podcasts
- 2018 : L'Ingénieux Hidalgo Don Quichotte de la Manche, de Miguel de Cervantes réalisé par Cédric Aussir[21] : Alonso Quichano / Don Quichotte (15 épisodes)

## Discographie
- 1977 : J'aime pas les filles qui fument
- 1977 : Le Tour du monde en 80 filles
- 1983 : Jolie poupée
- 1984 : L'Orange bleue
- 1985 : Qu'est ce qu'il a en haut ?
- 1985 : Mon p'tit neveu
- 1985 : Le Petit Âne
- 1985 : Qu'est-ce que ça mange !
- 1986 : Ton petit grain de beauté
- 1986 : Tout, tout, tout, ils m'ont tout pris
- 1987 : Mademoiselle Vidéo
- 1987 : C'est du bonheur
- 1988 : Faut pas s'fâcher
- 1988 : Chouette la vie
- 1990 : Lève toi et danse
- 1991 : Allumettes, allumettes
- 1991 : J'ai une idée
- 1992 : Sacré soleil
- 1993 : Les Capotes
- 1993 : Les Petites Filles d'Andalousie
- 1994 : La Sucette
- 2000 : Je me prends pour Al Pacino

## Théâtre

### Comédien
- 1967 : Petit Malcolm contre les Enuques de David Halliwel, théâtre des Arts
- 1968 : George Dandin de Molière, théâtre de Romainville
- 1969 : Les Faiseurs d’images de Pascal Paris, théâtre de l’Alambic
- 1970 : Le Marchand de Venise de William Shakespeare, Centre dramatique du Nord
- 1971 : Tartuffe de Molière, théâtre Daniel-Sorano
- 1975 : Le Roi des cons de Georges Wolinski, mise en scène Claude Confortès, théâtre de la Gaîté-Montparnasse
- 1976 : Happy Birthday de Marc Camoletti, mise en scène de l'auteur, théâtre Michel
- 1976 : Le Roi des cons de Georges Wolinski, mise en scène Claude Confortès, tournée Herbert-Karsenty
- 1977 : Le Roi des cons de Georges Wolinski, mise en scène Claude Confortès, théâtre de l'Atelier
- 1979 : Duos sur canapé de Marc Camoletti, mise scène de l'auteur, théâtre Michel
- 1979 : Le Plus Heureux des trois de Eugène Labiche, mise en scène Daniel Ceccaldi, Comédie des Champs-Elysées
- 1980 : On dînera au lit de Marc Camoletti, mise en scène de l'auteur, théâtre Michel
- 1985 : Pyjama pour six de Marc Camoletti, mise en scène de l'auteur, théâtre Michel
- 1988 : Les Bonshommes de Françoise Dorin, tournée Baret
- 1989 : Pyjama pour six de Marc Camoletti, mise en scène de l'auteur, tournée Baret
- 1989 : Un chapeau de paille d'Italie d'Eugène Labiche et Marc-Michel, mise en scène Jean-Paul Lucet, théâtre des Célestins
- 1990 : Bisous, bisous de Derek Benfield, adaptation et mise en scène Marc Camoletti, théâtre Michel
- 1991 : On purge bébé de Georges Feydeau, mise en scène Jean-Christophe Averty, Comédie-Française au théâtre des Bouffes-du-Nord
- 1992 : Sans mentir d'Éric Assous, mise en scène Éric Assous et Bernard Ménez, théâtre des Bouffes-Parisiens
- 1992 : Une fille entre nous d'Éric Assous, théâtre d'Edgar
- 1993 : La Dame en noir de Susan Hill, mise en scène Anne Revel-Bertrand, théâtre 14 Jean-Marie-Serreau
- 1993 : La Puce à l'oreille de Georges Feydeau, tournée
- 1993 : Une fille entre nous d'Éric Assous, mise en scène Bernard Ménez, tournée
- 1994 : Une fille entre nous d'Éric Assous, mise en scène Bernard Ménez, théâtre Fontaine
- 1994 : La vie est courbe de Jacques Rebotier, théâtre de l'Athénée Louis-Jouvet
- 1995 : Le Contrat de Francis Veber, tournée
- 1995 : Oscar de Claude Magnier, théâtre Tête d'or
- 1996 : Le Portefeuille de Pierre Sauvil et Éric Assous, mise en scène Jean-Luc Moreau, théâtre Saint-Georges
- 1998 : Les Casseroles de Jean Galabru, mise en scène Michel Galabru, tournée
- 1998 : Amphitryon de Molière, festival de Meudon
- 1998 : Couple en turbulences d'Éric Assous, mise en scène Jacques Décombe Comédie de Paris
- 1999 : Monsieur Masure de Claude Magnier, mise en scène Michel Jeffrault, tournée
- 1999 : Bientôt les fêtes de Bruno Druart, mise en scène Xavier Letourneur, tournée
- 2001 : Monsieur Masure de Claude Magnier, mise en scène Michel Jeffrault, Le Trianon
- 2002 : Patate de Marcel Achard, mise en scène Maurice Risch, théâtre des Nouveautés
- 2004 : Patate de Marcel Achard, mise en scène Bernard Ménez, théâtre Daunou
- 2005 : La Répétition des erreurs d'après William Shakespeare et Pascal Quignard, mise en scène Marc Feld, théâtre national de Chaillot
- 2005 : La Taupe de Robert Lamoureux, mise en scène Francis Joffo, tournée
- 2006 : J’espérons que je m’en sortira de Marcello d’Orta et Gérard Volat, mise en scène Gérard Volat, Sudden théâtre, théâtre Le Méry
- 2008 : Anthologie de l'humour noir d'André Breton, mise en scène Marc Goldberg, Vingtième théâtre
- 2008 : Pauvre France ! de Sam Bobrick et Ron Clark, mise en scène Bernard Ménez et Fabrice Lotou, tournée
- 2008 : La Brasserie de l'univers de Roland Dubillard, mise en scène Gilles Guillot, Festival d'Avignon off
- 2009 : Une visite inopportune de Copi, mise en scène Mario Dragunsky, Scène nationale de Bayonne, compagnie 4Cats[22]
- 2010 : Le Gros, la vache et le mainate de Pierre Guillois, mise en scène de l'auteur, théâtre du Peuple, La Filature, tournée
- 2011 : Pauvre France ! de Sam Bobrick et Ron Clark, mise en scène Bernard Ménez et Fabrice Lotou, L'Alhambra
- 2011 : Désigné coupable de John Wainwright, adaptation et mise en scène Frédéric Bouchet, tournée
- 2012 : Le Gros, la vache et le mainate de Pierre Guillois, mise en scène Bernard Ménez, théâtre de la Croix-Rousse, théâtre du Rond-Point, théâtre Comedia
- 2012 : Turcaret d'Alain-René Lesage, mise en scène Erik Kruger, tournée
- 2013 : Occupe-toi d'Amélie de Georges Feydeau, mise en scène Henri Lazarini, théâtre 14 Jean-Marie-Serreau
- 2014 : Le Legs de Marivaux, mise en scène Marion Bierry, théâtre de Poche-Montparnasse
- 2015 : À vos souhaits de Pierre Chesnot, mise en scène Luq Hamet, tournée puis théâtre du Gymnase
- 2016 - 2017 : Croque monsieur de Marcel Mithois, mise en scène Thierry Klifa, théâtre de la Michodière puis tournée
- 2017 : Les Montagnes russes de Éric Assous, mise en scène Tadrina Hocking, tournée
- 2017 : L'Étrange Destin de Mr et Mme Wallace de Jean-Louis Bourdon, mise en scène Marion Bierry, théâtre du Girasole (festival d'Avignon off)
- 2017-2020 : A vos souhaits de Pierre Chesnot, mise en scène Luq Hamet, tournée puis théâtre du Gymnase
- 2022 : Duos sur canapé de Marc Camoletti, mise en scène Bernard Menez, tournée puis théâtre de l'Alhambra
- 2023 : Sherlock Holmes et l’affaire du pont de Thor, d'après Arthur Conan Doyle, mise en scène Jean-Philippe Ancelle, théâtre de Passy
- 2024 : Éloge de la maladresse (seul en scène), théâtre L'Incongru festival off d'Avignon
- 2024 : Josiane de Pierre Guillois, mise en scène de l'auteur, La Pépinière-Théâtre

### Metteur en scène
- 1993 : Une fille entre nous d'Éric Assous, tournée
- 2004 : La Chouette, hibou d’impatience de l’embrasser de Patrick Zonens, Théo théâtre
- 2004 : Patate de Marcel Achard, théâtre Daunou
- 2004 : Human Bomb de Christian Cogné, Théo théâtre
- 2011 : Pauvre France ! de Sam Bobrick et Ron Clark, mise en scène avec Fabrice Lotou, L'Alhambra
- 2012 : Le Gros, la Vache et le Mainate de Pierre Guillois, théâtre de la Croix-Rousse, théâtre du Rond-Point,  théâtre Comedia

### Opérettes
- 1978 : Cavalcade de Robert de Fragny, mise en scène René Terrasson, opéra de Nantes
- 1979 : La Route fleurie de Francis Lopez, mise en scène Jacques Valeur, théâtre de Caen
- 1981 : La Belle Hélène de Jacques Offenbach, théâtre de Nancy
- 1995 : La Belle de Cadix de Francis Lopez, mise en scène Carlo di Angelo, théâtre Mogador
- 2004 : La Route fleurie de Francis Lopez, Pavillon Baltard
- 2007 : Merci Elvis de Robert Branche, théâtre de Saint-Gilles (Rennes)
- 2009 : La Belle Hélène de Jacques Offenbach, théâtre de Saint-Gilles (Rennes)

## Publication
- Et encore… je ne vous dis pas tout !, en collaboration avec Carole Wrona, Éditions de l'Archipel, 2017  (ISBN 978-2-80982-200-7)[8]